# Automedon (Sohn des Diores)

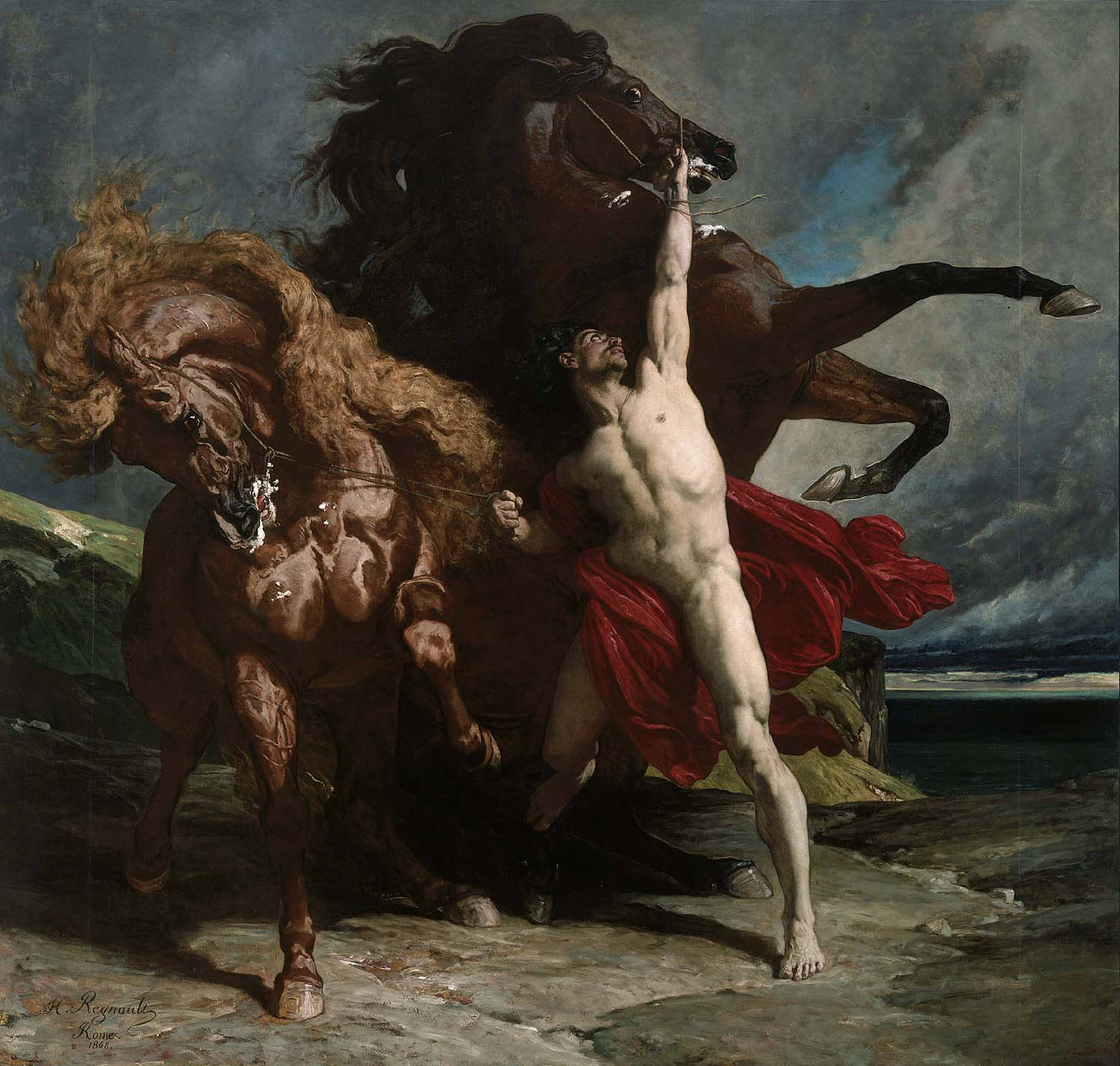
Henri Regnault: Automedon mit den Pferden des Achilleus (1868)

Automedon (altgriechisch Αὐτομέδων Automédōn) ist eine Figur der griechischen Mythologie.
Automedon war der Sohn des Diores und zog mit zehn Schiffen von Skyros gegen Troja. Er galt als Wagenlenker des Achilleus und schien gleichzeitig ein enger Vertrauter von dessen Freund Patroklos gewesen zu sein. Oft wird er in der Sage um den Trojanischen Krieg erwähnt und als tapferer Held charakterisiert, etwa im Kampf mit Aretos, dem Sohn des Priamos, und bei der Erstürmung der Feste Ilion. Laut dem pseudo-aristotelischen Peplos wurde er in der Troas bestattet.
Sein Name stand oft stellvertretend für den Wagenlenker schlechthin.